# Phil Dunham
Pour les articles homonymes, voir Dunham (homonymie).
Philip Gray Dunham est un acteur et écrivain anglais né à Londres le 23 avril 1885 et décédé à Los Angeles le 5 septembre 1972.

## Biographie
Diplômé de Cambridge, Phil Dunham est un scénariste qui, par son expérience du vaudeville, travailla sur des courts métrages muets pour Universal, Kalem, Pathé et Fox. Il apparut dans 251 films dont 4 qu’il dirigea en 1917.

## Filmographie sélective
- 1917 : Chicken Chased and Henpecked de Vin Moore
- 1923 : The Dangerous Maid de Victor Heerman
- 1924 : Anthony and Cleopatra de Bryan Foy
- 1926 : Kiss Me Kate de Clem Beauchamp (en)
- 1932 : Tom Brown of Culver de William Wyler
- 1934 : Le Texan chanceux : juge McGill (non crédité)